# La venta de Don Quijote
La venta de Don Quijote es una zarzuela, denominada comedia lírica, en un acto, con música de Ruperto Chapí y libreto de Carlos Fernández Shaw, estrenada en el Teatro Apolo de Madrid, el 19 de diciembre de 1902.

## Argumento
A una venta manchega llegan un cura, su sobrina, el barbero y el ama de llaves de un caballero llamado Alonso Quijano (Don Quijote), desaparecido de su residencia pocos días antes en compañía de su amigo Sancho Panza. Aparece al poco Don Alonso con su escudero Sancho, confundiendo la venta con un castillo y a la ventera, Maritornes, con una princesa hechizada. El señor Miguel, huésped en la venta y excombatiente en Lepanto, será testigo de la acción.

## Estreno
- Teatro Apolo, Madrid, 19 de diciembre de 1902.
  - Elenco: Miguel Soler (Señor Miguel), Bonifacio Pinedo (Don Alonso), Jose Ontiveros (Blas), José Mesejo (El ventero), Felisa Torres (Tomasa), Carmen Calvo (Maritornes); Teresa Calvo (la sobrina), Aurora Rodríguez (el ama de llaves), Isidro Soler (el arriero), Vicente Carrion (el barbero), Melchor Ramiro (el Cura).

## Números musicales
- Acto único
  - Preludio y Seguidillas: "¡Pronto! ¡Pronto! ¡Pronto!"
  - Estrofas y coro: "¡Ay, Don Alonso!"
  - Melodrama, endechas y coro: "En el cielo de Oriente la luna raya"
  - Conjunto: "¡Todos están locos menos yo!"
  - Final: "¡En marcha vamos!"

## Versión teatral
El 3 de marzo de 1910, Fernández Shaw liberó de música la pieza y la estrenó como obra de teatro, bajo el título de Figuras del Quijote en el Teatro Lara de Madrid, componiendo el reparto Ricardo Simó-Raso (Señor Miguel), Ricardo Puga (Don Alonso), Salvador Mora (Blas), Celia Ortiz (Tomasa), Leocadia Alba (Maritornes), Rosario Toscano (la sobrina), José Rubio (el cura), Luis Manrique (el barbero).